# Joseph Smagorinsky
Joseph Smagorinsky (29 de enero de 1924 – 21 de septiembre de 2005) fue un meteorólogo estadounidense; y, el primer director del Laboratorio Geofísico de Dinámica de Fluidos (GFDL) de la Administración Nacional Oceánica y Atmosférica (NOAA).

## Biografía
Joseph Smagorinsky era hijo de Nathan Smagorinsky y de Dina Azaroff, provenientes de Gomel, Bielorrusia, que huyeron durante los [pogroms] que amenazaban sus vidas, de principios del siglo XX. Nathan y Dina tuvieron tres hijos en Gomel: Jacob (fallecido cuando era niño), Samuel (nacido en 1903) y David (nacido en 1907). En 1913, Nathan emigró desde las costas de Finlandia, pasando a través de Ellis Island y asentándose en el Lower East Side de Manhattan. 
Nathan al principio fue un pintor de casas. Luego, con la ayuda de un familiar, abrió una tienda de pinturas. En 1916, con el negocio establecido, Dina, Sam y David emigraron yendo a Murmansk (Arcángel) y luego hacia el sur a lo largo de la costa noruega a Christiana (hoy Oslo) para abordar un barco a Nueva York. donde se unieron a Nathan. Tuvieron otros dos hijos: Hillel (Harry) (nacido en 1919) y Joseph (nacido en 1924). Al igual que sus tres hermanos, Joseph trabajó en la tienda de pinturas de su padre, que a lo largo de los años se convirtió en ferretería y pinturería. Sam y Harry se quedaron en el negocio de pintura y de ferretería; y, luego Harry tomó posesión de la tienda original. Cuando era adolescente, David comenzó a pintar carteles para propietarios de tiendas y posteriormente abrió un negocio de pintura de carteles. Joseph asistió a Stuyvesant High School para Matemática y Ciencias en Manhattan. Cuando expresó interés en ir a la universidad, la familia tuvo una reunión en la que discutieron la posibilidad. Sam y David prevalecieron en su opinión de que José tenía una gran promesa y merecía la oportunidad de ir a la universidad.

### Educación y carrera temprana
Joseph, ayudado por el "Ley de reajuste a militares", obtuvo su B.S. en 1947, el M.S. en 1948; y, el Ph.D. en 1953 por la Universidad de Nueva York (NYU). En la mitad de su segundo año en la NYU, ingresó a la Fuerza Aérea; y, se unió a un selecto grupo de reclutas cadetes, elegidos por sus talentos en matemática y física. Esos talentos llevaron a Smagorinsky a ser seleccionado para el programa de meteorología de la Fuerza Aérea. Así, él y otros reclutas fueron enviados a la Universidad Brown para estudiar matemática y física durante seis meses. Luego fue enviado al Instituto Tecnológico de Massachusetts (MIT) para aprender meteorología dinámica. Su instructor fue Ed Lorenz, quien luego fue pionero en la teoría matemática del caos determinista. Durante la guerra, Smagorinsky voló en la nariz de un bombardero, como observador meteorológico, haciendo pronósticos meteorológicos basados en factores visibles como el tamaño estimado de las olas, la temperatura del aire observada y la velocidad del viento a la altitud del avión.
Después de la guerra, Smagorinsky concluyó sus estudios. Originalmente aspiraba a ser arquitecto naval, pero no fue admitido en el Webb Institute. Luego recurrió a meteorología como una carrera y enfoque educativo. Como estudiante de doctorado, mientras cumplía el resto de su compromiso militar, asistió a una conferencia sobre predicción del tiempo realizada por Jule Charney, y formuló una serie de preguntas puntuales durante la sesión de preguntas y respuestas posterior a la charla. Charney, un prominente científico de la atmósfera, invitó a Smagorinsky al Princeton, NJ Instituto de Estudios Avanzados para examinar la posible predecibilidad de los movimientos a gran escala en el medio troposfera (la parte inferior de la atmósfera) usando la nueva computadora electrónica diseñada por John von Neumann. En abril de 1950, Smagorinsky participó en un importante hito de la meteorología moderna; junto con Ragnar Fjørtoft, John Freeman, y George Platzman, trabajó con Charney para resolver las ecuaciones más simples de Charney sobre el integrador numérico electrónico y la computadora (ENIACa). La nueva computadora, en Princeton, de Von Neumann, se había retrasado, por lo que se hicieron arreglos con el Ejército para usar su computadora en Aberdeen, Maryland. Los resultados fueron lo suficientemente realistas como para demostrar que la predicción del clima, por el proceso numérico era una perspectiva prometedora. Después del trabajo en el ENIAC, Smagorinsky se mudó al Instituto de Estudios Avanzados para trabajar con Charney y von Neumann en el desarrollo de un nuevo enfoque radical para la predicción meteorológica que empleó la nueva tecnología de computadoras.
Antes de la llegada de las computadoras a fines de la década de 1940, el pronóstico del tiempo era muy crudo. George Platzman de la Universidad de Chicago consideró que "la meteorología académica en este país todavía sufre del blues de la escuela comercial". La Sociedad Meteorológica Americana (AMS) y sus líderes, la mayoría de los cuales enseñaron en universidades, todavía aspiraban a convertir la meteorología en una disciplina profesional dado el mismo respeto otorgado a la ingeniería y las otras ciencias físicas.Un matemático excepcional, von Neumann fue uno de los primeros en ver el potencial que ofrecen las computadoras para un procesamiento de datos mucho más rápido; y, por lo tanto, un pronóstico del tiempo más receptivo. Archivado el 3 de marzo de 2016 en Wayback Machine. No estaba satisfecho con la matemática como práctica abstracta. El pronóstico del tiempo le proporcionó una aplicación muy concreta de los principios matemáticos que podrían explotarse con la nueva tecnología informática. En el Instituto de Estudios Avanzados, utilizó su conocimiento matemático; y, así Smagorinsky trabajó con Charney para desarrollar un nuevo enfoque llamado modelo numérico de predicción meteorológica. Este enfoque se basó en los datos recopilados de globos meteorológicos. Luego, los datos se introducían en las computadoras y se sometían a las leyes de la física, lo que permitió pronosticar cómo la turbulencia, el agua, el calor y otros factores interactuaban para producir patrones climáticos. (Smagorinsky se hizo querer por sus hijos, visitando las aulas de sus escuelas primarias para demostrar cómo funcionaban los globos meteorológicos).
En su disertación doctoral, realizada en NYU bajo la dirección de Bernhard Haurwitz, Smagorinsky desarrolló una nueva teoría sobre cómo las fuentes de calor y los sumideros en latitudes medias, creados por el contraste térmico entre la tierra y los océanos, perturbaban el camino de la corriente en chorro Esta teoría proporcionó una de las primeras aplicaciones de la notable simplificación de Jule Charney de las ecuaciones de movimiento para la atmósfera, ahora conocida como teoría cuasi-gesotrófica. Este trabajo se benefició enormemente de las interacciones con Charney en el Instituto de Estudios Avanzados. Esta teoría ha sido elaborada a lo largo de los años para proporcionar numerosos conocimientos sobre el mantenimiento del clima en latitudes medias y la interacción entre los trópicos y las latitudes medias.

## Liderazgo del Laboratorio de Dinámica de Fluidos Geofísicos

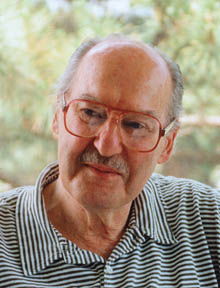
Una foto de Smagorinsky, tomada por su hijo, en 2004.

Después de su aprendizaje y trabajo, con von Neumann y Charney, en 1953, a la edad de 29 años, Smagorinsky aceptó un puesto en la Oficina Meteorológica de EE. UU.; siendo uno de los pioneros de la "Unidad de Predicción Numérica Conjunta". 
En 1955, a instancias de von Neumann, la Oficina Meteorológica de EE. UU. creó una "Sección de Investigación de Circulación General" bajo la dirección de Smagorinsky. Smagorinsky sintió que su cargo era continuar con el último paso del programa de modelado por computadora, de von Neumann / Charney: un modelo tridimensional de circulación general de ecuaciones primitivas globales de la atmósfera. La Sección de Investigación de Circulación General se localizó inicialmente en Suitland, Maryland, cerca de la Unidad JNWP de la Oficina Meteorológica. La Sección se trasladó a Washington D. C. y fue renombrada, en 1959 como Laboratorio de Investigación de Circulación General; y, luego renombrada nuevamente como Laboratorio de Dinámica de Fluidos Geofísicos (GFDL) en 1963. El Laboratorio se mudó a su hogar actual en la Universidad de Princeton, en 1968. Smagorinsky siguió dirigiendo el laboratorio hasta su retiro en enero de 1983.
La percepción clave de Smagorinsky fue que el poder creciente de las computadoras permitiría a uno ir más allá de simular la evolución de la atmósfera durante unos días, como en la predicción del tiempo, y avanzar hacia la simulación del clima de la Tierra. La intención de tales simulaciones no es predecir la evolución detallada del tiempo, sino integrando las ecuaciones de movimiento, termodinámica y transferencia radiativa durante periodos de tiempo lo suficientemente largos como para simular las estadísticas del tiempo, lo que permite estudiar el funcionamiento del clima. estas estadísticas fueron controladas por la composición atmosférica, el carácter de la superficie de la Tierra y la circulación de los océanos.
Entre los muchos talentos del Dr. Smagorinsky estaba atraer científicos creativos para el personal de la GFDL. Dos de ellos fueron modeladores del clima Syukuro Manabe en 1959 y el modelador del océano Kirk Bryan en 1961, quien encabezó el desarrollo del primer modelo climático en 1969, un modelo de circulación general que fue el primer enfoque para tener en cuenta las interacciones de los océanos y la atmósfera. Smagorinsky asignó a Manabe el esfuerzo de codificación y desarrollo del Modelo de Circulación General (GCM). En 1963, Smagorinsky, Manabe y sus colaboradores habían completado un Modelo de Circulación General de ecuación primitiva hemisférica de nueve niveles. Manabe recibió un gran personal de programación y pudo centrarse en la estructura matemática de los modelos, sin involucrarse excesivamente en la codificación. En 1955-56, Smagorinsky colaboró con John von Neumann, Jule Charney y Norman Phillips para desarrollar un modelo hemisférico zonal de dos niveles utilizando un subconjunto de las ecuaciones primitivas. A partir de 1959, procedió a desarrollar un Modelo de Circulación General de ecuación primitiva de nueve niveles (todavía hemisférico). Hacia el final de la siguiente década, los GCM surgieron a nivel mundial como una herramienta central en la investigación del clima. Otros investigadores que trabajaron con Smagorinsky en Washington y Princeton incluyen a Isidoro Orlanski, Jerry Mahlman, Syukuro Manabe, Yoshio Kurihara, Kikuro Miyakoda, Rod Graham, Leith Holloway, Isaac Held, Garreth Williams, George Philander, y Douglas Lilly.
El desarrollo de este primer modelo climático, se basó en la creencia de Smagorinsky de que la investigación individual sería inadecuada para abordar un problema tan complejo. Se dio cuenta de que se necesitaría un modelo numérico a gran escala con equipos de científicos utilizando computadoras de alta velocidad comúnmente compartidas para lograr tal avance. Como se indica en el  Boletín de la Sociedad Meteorológica de los Estados Unidos  en 1992, “el Dr. Smagorinsky con su casi implacable búsqueda de la excelencia en el Laboratorio de Dinámica de Fluidos Geofísicos estableció un estándar para otros laboratorios y centros que han contribuido inmensamente al crecimiento de la meteorología como ciencia "en todo el mundo. Michael MacCracken, presidente de la [Asociación Internacional de Meteorología y Ciencias Atmosféricas], escribió después de la muerte de Smagorinsky que "desde sus primeros días, el GFDL ha sido reconocida mundialmente, con un destacado grupo de científicos haciendo un trabajo sobresaliente que atrajo a científicos de todo el mundo venir a aprender y colaborar, y luego regresar a sus países de origen u otras instituciones como científicos sobresalientes. No solo se ha creado un campo científico de investigación completamente nuevo, sino una comunidad de científicos capaces de hacerlo bien.”

## Premios y roles de liderazgo
- Reconocimiento de la Administración Nacional Oceánica y Atmosférica como una de las diez figuras más significativas en la historia de la NOAA, y la identificación de su modelo climático de circulación general como uno de los tres avances más importantes en meteorología en los últimos dos siglos.

- 2003: Medalla Benjamin Franklin en Ciencias de la Tierra del Instituto Franklin de Filadelfia, dado a Smagorinsky y a su amigo y colega Norman A. Phillips por "sus estudios fundamentales y pioneros" que llevaron a "una comprensión de la circulación general de la atmósfera, incluidos los transportes de calor y humedad que determinan el clima de la tierra".

- Presidente del Programa de Investigación Atmosférica Global, coordinado por la Organización Meteorológica Mundial y el Consejo Internacional para la Ciencia.

- 1974 Medalla Dorada Buys Ballot, (otorgado una vez cada década por la Real Academia de Artes y Ciencias de los Países Bajos por avances destacados en el campo de la meteorología.

- 1974: Premio de la Organización Meteorológica Internacional y Medalla dorada, el mayor honor acordado por la Organización Meteorológica Mundial.

- 1967: premio Clarence Leroy Meisinger, otorgado a un individuo en reconocimiento a logros de la investigación que es, al menos en parte, de carácter aerológico y se refiere a la observación, teoría y modelado de los movimientos atmosféricos en todas las escalas. El premio se otorga a jóvenes y prometedores científicos de la atmósfera que recientemente han demostrado una habilidad excepcional y tienen menos de 40 años cuando son nominados.

- 1972: medalla Dorada de Investigaciones Carl-Gustaf Rossby, presentado a las personas sobre la base de contribuciones sobresalientes para la comprensión de la estructura o el comportamiento de la atmósfera. Representa el más alto honor que la American Meteorological Society puede otorgar a un científico atmosférico.

- 1980: premio Cleveland Abbe por Servicios Distinguidos a las Ciencias Atmosféricas por un individuo, presentado sobre la base de actividades que han contribuido materialmente al progreso de las ciencias atmosféricas oa la aplicación de las ciencias atmosféricas al bienestar general, social, económico o humanitario.

- 1980: galardón Presidencial.

- 1980: Medalla dorada Symons Memorial, Royal Meteorological Society.

- 1983 a 1985: conferencista nacional de la Sociedad de Investigación Científica.

- 1986: presidente de la American Meteorological Society.

- 1988: Premio de la Organización Meteorológica Internacional de la Organización Meteorológica Mundial.

- Doctorado honorario, por la Universidad de Múnich.

- Medalla dorada, Departamento de Comercio de EE. UU.

### Membresías
- Sociedad Sigma Xi
- de la Academia Estadounidense de las Artes y las Ciencias
- del Panel del Comité Asesor Científico Presidencial sobre Contaminación.
- del Comité del Consejo Nacional de Investigación sobre Ciencia Atmosférica

### Obra

#### Algunas publicaciones
- Smagorinsky, J., 1995: The growth of dynamic meteorology and numerical weather prediction - some personal reflections. In, Canadian Meteorological Memoirs No. 32: Special Symposium on Atmospheric Research in Canada in Honor of Dr. Warren L. Godson's Fifty Years of Public Service,Venkata R. Neralla [et al.] eds. 48-56.

- Smagorinsky, J., 1993: Some historical remarks on the use of non-linear viscosities - 1.1 Introductory remarks. In, Large Eddy Simulation of Complex Engineering and Geophysical Flows - Proceedings of an International Workshop in Large Eddy Simulation. Cambridge University Press;  1-34.

- Smagorinsky, J., 1991: Development of international climate research. In, Strategies for Future Climate Research, Mojib Latif, ed., Hamburg: Max-Planck-Institute für Meteorologie;  9-18.

- Smagorinsky, J., 1987: Louis Joseph Battan, 1923-1986 . Bulletin of the American Meteorological Society, 68(4), 370.

- Smagorinsky, J., 1986:  The AMS's continuing role in promoting communications and setting standards. Bulletin of the American Meteorological Society, 67(8), 938.

- Smagorinsky, J., 1986: GARP's objectives in weather prediction: Expectations and realizations. In, International Conference on Results of Global Weather Experiment and Their Implications for World Weather Watch, v. I, Ginebra, Suiza, 19-34.

- Smagorinsky, J., 1986: The long range eye of Jerry Namias. In, Namias Symposium - A special symposium in honor of the 75th birthday of Dr. Jerome Namias.   Experimental Climate Forecast Center of Scripps Institution of Oceanography, University of California at San Diego, CA: 63-69.

- Smagorinsky, J., 1986: Review of book: "Prophet--or Professor? The life and work of Lewis Fry Richardson," Oliver M. Ashford, and Adam Hilger. EOS, 67(3), 28.

- Smagorinsky, J.,  1985:  Prospects of atmospheric modelling and its impacts on weather prediction. In, Medium Range Weather Forecasts: The First 10 years, Proceedings of the 10th Anniversary of EMCWF,  97-107.

- Smagorinsky, J., 1984: Review of: "The Global Climate", J. T. Houghton, ed., Cambridge University Press. WMO Bulletin, 33, 361-362.

- Smagorinsky, J., 1983: The beginnings of numerical weather prediction and general circulation modeling: Early recollections. Advances in Geophysics, 25, 3-37.

- Smagorinsky, J., 1983: The Problem of Climate and Climate Variations, World Climate Programme Publication No. WCP-72, WMO. World Meteorological Organization, 14 p.

- Smagorinsky, J., 1982: Jule Charney (1917–1981). Quarterly Journal of the Royal Meteorological Society, 108(455), 267-269.

- Smagorinsky, J., 1982: Scientific basis for the Monsoon Experiment. In,  Proceedings of International Conference on the Scientific Results of the Monsoon Experiment, ICSU/WMO GARP.  35-42.

- Smagorinsky, J., L. Armi, F. P. Bretherton, K. Bryan, R. D. Cess, W. L. Gates, J. Hansen, J. E. Kutzbach, and S. Manabe, et al., 1982: CO2 /Climate Review Panel. In, Carbon Dioxide and Climate: A Second Assessment. Washington D. C.: National Academy Press, 1-72.

- Smagorinsky, J., 1981: CO2 and climate - a continuing story. In, Climatic Variations and Variability: Facts and Theories, D. Reidel Publishing Co. 661-687.

- Smagorinsky, J., 1981: Epilogue: a perspective of dynamical meteorology. In, Dynamical Meteorology, New York: Methuen, Inc. 205-219

- Smagorinsky, J., 1981:  Scientific basis for the Monsoon Experiment. In, International Conference on the Scientific Results of the Monsoon Experiment, 26-30 de octubre de 1981 - Denpasar, Bali, Indonesia.

- Smagorinsky, J., 1981: Some thoughts on contemporary global climatic variability. In, Nature Pleads Not Guilty, An IFIAS Report on the Project on Drought and Man, v. 1, R. V. Garcia. New York: Pergamon Press; 265-296.

- Smagorinsky, J., 1980: Climate modelling. In, Proceedings of the Technical Conference on Climate - Asia and Western Pacific, WMO No., 578, World Meteorological Organization (WMO); 139-151.

- Smagorinsky, J., 1978:  History and progress. In, The Global Weather Experiment—Perspective on Its Implementation and Exploitation: A Report of the FGGE Advisory Panel to the U.S. Committee for the Global Atmospheric Research Program (GARP) - National Academy of Science, 4-12.

- Smagorinsky, J., and N. A. Phillips, 1978: Scientific problems of the Global Weather Experiment. In, The Global Weather Experiment, Perspectives on Its Implementation and Exploitation, Report of the FGGE Advisory Panel to the U.S. Committee for the Global Atmospheric Research Program, Assembly of Mathematical and Physical Sciences, National Research Council. National Academy of Science, 13-21.

- Smagorinsky, J., 1972: The general circulation of the atmosphere. In, Meteorological Challenges: A History, Canada: Information Canada, 3-42.

- Smagorinsky, J., 1971:  Numerical simulation of climate modification. In, Proceedings of the 12th Interagency Conference on Climate Modification, Virginia Beach,  VA, 221-226.

- Manabe, S., J. Smagorinsky, J. L. Holloway, Jr., and H. M. Stone, 1970: Simulated climatology of a general circulation model with a hydrologic cycle, III. Effects of increased horizontal computational resolution. Monthly Weather Review, 98(3), 175-212. .

- Smagorinsky, J., 1970: Numerical simulation of the global atmosphere. In, The Global Circulation of the Atmosphere, G. A. Corby, Editor, London, England: Royal Meteorological Society,  24-41.

- Smagorinsky, J., 1969: Problems and data needs of global atmospheric models for the 1970s. In, First USCG National Data Buoy Systems Scientific Advisory Meeting, U.S. Coast Guard Academy,  16-26.

- Smagorinsky, J., 1969: Problems and promises of deterministic extended range forecasting. Bulletin of the American Meteorological Society, 50 (5), 286-311.

- Manabe, S., and J. Smagorinsky, 1967: Simulated climatology of a general circulation model with a hydrologic cycle II. Analysis of the tropical atmosphere. Monthly Weather Review, 95(4), 155-169.

- Smagorinsky, J., 1967: The role of numerical modeling. Bulletin of The American Meteorological Society, 48(2), 89-93.

- Smagorinsky, J., 1966: Remarks on mathematical models. In, IBM Scientific Computing Symposium on the Environmental Sciences, Session 5 - Mathematical models, 241-244.

- Manabe, S., J. Smagorinsky, and R. F. Strickler, 1965: Simulated climatology of a general circulation model with a hydrologic cycle. Monthly Weather Review, 93(12), 769-798.

- Smagorinsky, J., 1965: Numerical simulation of the atmosphere's general circulation. In, Large-scale Problems in Physics, IBM Scientific Computing Symposium, Yorktown Heights, NY: 141-144.

- Smagorinsky, J., 1965: Remarks on data processing in meteorology. In, Proceedings of the WMO/IUGG Symposium on Meteorological Data Processing, Brussels, Belgium, WMO Technical Note 73, p. 1–2.

- Smagorinsky, J., 1965: Review of book: "An introduction to the hydrodynamic methods of short period forecasting", by I. A. Kibel. Mathematics of Computation, 19(89), 162-163.

- Smagorinsky, J., S. Manabe, and J. L. Holloway, Jr., 1965: Numerical results from a nine-level general circulation model of the atmosphere. Monthly Weather Review, 93(12), 727-768.

- Smagorinsky, J., R. F. Strickler, W. E. Sangster, S. Manabe, J. L. Holloway, and G. D. Hembree, 1965: Prediction experiments with a general circulation model. In, Proceedings of IAMAP/WMO International Symposium - Dynamics of Large-scale Processes, Moscow, Russia. 70-134.

- Smagorinsky, J., 1964: Implications of dynamical modelling of the general circulation on long-range forecasting. In, WMO-IUGG Symposium on Research and Development Aspects of Long-range Forecasting, Boulder, CO., WMO Technical Note 62, 131-137.

- Smagorinsky, J., 1964: Some aspects of the general circulation. Quarterly Journal of the Royal Meteorological Society, 90(383), 1-14.

- Smagorinsky, J., 1963: General Circulation experiments with the primitive equations I. The basic experiment. Monthly Weather Review, 91(3), 99-164.

- Smagorinsky, J., 1963: Remarks on geophysical fluid dynamics. Bulletin of the American Meteorological Society,  44, 28-34.

- Smagorinsky, J., 1962: Numerical weather analysis and prediction, by Phillip D. Thompson. Mathematics of Computation, 16(80), 503-505.

- Smagorinsky, J., 1960: General circulation experiments with the primitive equations as a function of the parameters. In, International Association of Meteorology and Atmospheric Physics, XIIth General Assembly, Publication IAMAP No. 12/a, Helsinki, Finland, 22-23.

- Smagorinsky, J., 1960: On the application of numerical methods to the solution of systems of partial differential equations arising in meteorology. In, Frontiers of Numerical Mathematics, A Symposium Conducted by the Mathematics Research Center, United States Army and National Bureau of Standards. University of Wisconsin Press; 107-125.

- Smagorinsky, J., 1960: On the dynamical prediction of large-scale condensation by numerical methods. In, Physics of Precipitation, 5, AGU Monograph. Washington D. C.: American Geophysical Union, 71-78.

- Smagorinsky, J., 1960:  A primitive equation model including condensation processes. In, Proceedings of International Symposium on Numerical Weather Predictions, Japan Meteorological Society, 555.

- Smagorinsky, J., 1958: On the numerical integration of the primitive equations of motion for baroclinic flow in a closed region. Monthly Weather Review, 86(12), 457-466.

- Eliassen, A., J. S. Sawyer, and J. Smagorinsky, 1957: Upper air network requirements for numerical weather prediction. WMO Technical Note No. 29. Geneva, CH: WMO, 90 p.

- Smagorinsky, J., 1956:  On the inclusion of moist adiabatic processes in numerical prediction models. In, Bericht des Deutschen Wetterdienstes, Nº 38, 82-90.

- Smagorinsky, J., 1955: A synopsis of research on quasi-stationary perturbations of the mean zonal circulation caused by topography and heating. In, Dynamics of Climate: The Proceedings of a Conference on the Application of Numerical Integration Techniques to the Problem of the General Circulation held 26–28 de octubre de 1955. New York, NY: Pergamon Press, 44-49.

- Smagorinsky, J., 1955: On the numerical prediction of precipitation. Monthly Weather Review, 83(3), 53-68.

- Smagorinsky, J., 1953: Data Processing requirements for the purposes of numerical weather prediction. In, Proceedings of the Eastern Joint Computer Conference, Washington D. C., 22-30.

- Smagorinsky, J., 1953: The dynamical influence of large-scale heat sources and sinks on the quasi-stationary mean motions of the atmosphere. Quarterly Journal of the Royal Meteorological Society, 79, 342-366.

## Vida familiar
El 29 de mayo de 1948, Smagorinsky se casó con Margaret Frances Elizabeth Knoepfel, hasta su deceso a los 81 años el 21 de septiembre de 2005. Se conocieron mientras tomaban clases en la Universidad de Nueva York, donde Margaret se estaba preparando para una carrera, como estadística meteorológica. Margaret pronto se convirtió en la primera estadística femenina del Buró Meteorológico. La pareja tuvo dos ceremonias de boda. Una fue una ceremonia católica ante la insistencia de la madre de Margaret; la otra una ceremonia civil en el Jardín de Georgetown del juez Fay Bently. (El juez Bently fue retirado del tribunal, declarado incompetente y confinado a un hospital psiquiátrico). A esta ceremonia asistieron solo los dos testigos requeridos, Jerry Moss y la hermana de Margaret, Alice Williams. Joseph y Margaret consideraban esta reunión más pequeña como su boda oficial, dadas las formas en que su familia judía y su familia católica se oponían a la unión. Después de su matrimonio, Margaret eligió quedarse en casa y criar a sus cinco hijos, Anne, Peter, Teresa, Julia, y Frederick. Margaret escribió varios folletos con las tradiciones de la Universidad de Princeton, incluyendo:
- Las Regalias de la universidad de Princeton.
- Algunas leyendas y tradiciones de la Universidad de Princeton.
- Los Tigers de la Universidad de Princeton.

En la reunión conmemorativa en Guyot Hall, la Universidad de Princeton en octubre de 2005, después de la muerte de Smagorinsky en septiembre, fue honrado con la siguiente historia de su vida, cantada con la melodía de Ervin Drake. "Fue un año muy bueno".
Su amada esposa Margaret murió el 14 de noviembre de 2011 y fue enterrada con él en el cementerio de Princeton. El 29 de diciembre de 2011, se celebró un servicio conmemorativo para Margaret Smagorinsky en el Nassau Inn en Princeton, en el que muchos de los colegas de Smagorinsky y sus esposas honraron su papel como "madre gallina" de GFDL durante su mandato como fundador y Director.